# Liste der Kulturdenkmäler in Hüblingen
In der Liste der Kulturdenkmäler in Hüblingen sind alle Kulturdenkmäler der rheinland-pfälzischen Ortsgemeinde Hüblingen aufgeführt. Grundlage ist die Denkmalliste des Landes Rheinland-Pfalz (Stand: 21. Dezember 2021).

## Einzeldenkmäler
| Bezeichnung                   | Lage                               | Baujahr                            | Beschreibung                                                           | Bild                           |
| ----------------------------- | ---------------------------------- | ---------------------------------- | ---------------------------------------------------------------------- | ------------------------------ |
| Brunnen                       | Brunnenstraße, neben Nr. 3 Lage    | 1902                               | gusseisernes Becken eines Laufbrunnens, bezeichnet 1902                | weitere Bilder Fotos hochladen |
| Brunnen                       | Hauptstraße Lage                   | zweite Hälfte des 19. Jahrhunderts | gusseiserner Laufbrunnen, zweite Hälfte des 19. Jahrhunderts           | Fotos hochladen                |
| Brunnen                       | Hauptstraße, gegenüber Nr. 11 Lage | zweite Hälfte des 19. Jahrhunderts | gusseiserner Laufbrunnen, zweite Hälfte des 19. Jahrhunderts           | weitere Bilder Fotos hochladen |
| Evangelische Matthäus-Kapelle | Kirchweg 3 Lage                    |                                    | kleiner Saalbau, im Kern mittelalterlich, im 18. Jahrhundert überformt | weitere Bilder Fotos hochladen |